# Amata croceizona
Amata croceizona is een vlinder uit de familie spinneruilen (Erebidae), onderfamilie beervlinders (Arctiinae). De wetenschappelijke naam van de soort is voor het eerst geldig gepubliceerd in 1910 door George Francis Hampson.
Deze vlinder komt voor in het Afrotropisch gebied.